# Мазикевич Віктор
отець Віктор Мазикевич (1840 — 29 червня 1910, Диниска) — галицький релігійний та громадсько-політичний діяч на рубежі XIX та XX століття. Священник УГКЦ. Посол Галицького краєвого сейму. Довголітній парох села Диниска (тоді Равський повіт, Королівство Галичини і Володимирії, Австро-Угорщина), громадський діяч.

## Життєпис
Народився в 1840 році.
Висвячений на священника в 1866 році. Отримав призначення на адміністратора парафії в селах Липсько і Белжець (1867–1869), а згодом в 1869–1873 роках у с. Тенятиська (нині Томашівський повіт, Польща). У 1873 році став парохом в селі Диниска Угнівського деканату Перемишльської єпархії.
Віце-маршал Рава-Руської повітової ради (Австро-Угорщина), москвофіл, член «Равської руської ради». Посол до Галицького сейму 8-го скликання від округу Рава-Руська — Немирів: обраний від IV курії, входив до складу «Руського соймового клубу»; склав мандат 29 жовтня 1903 року, повторно обраний 14 червня 1904 року.
Помер у с. Диниска, тоді Рава-Руський повіт, Королівство Галичини і Володимирії, нині гміна Ульгувек Томашівського повіту Люблінського воєводства Польщі.